# Vay, Loire-Atlantique

Vay este o comună în departamentul Loire-Atlantique, Franța. În 2009 avea o populație de 1,921 de locuitori.